# Need Your Loving Tonight
"Need Your Loving Tonight" is een nummer van de Engelse rockband Queen en is geschreven door bassist John Deacon. Het is het vierde nummer op de eerste kant van hun album The Game en het tweede nummer van Deacon op het album, na "Another One Bites the Dust".
De melodie is geïnspireerd door The Beatles, hoewel het meer riff heeft. Het nummer is uitgebracht in 1980 en reikte tot de 44e positie in de VS.
Het nummer werd alleen live gespeeld tijdens hun The Game tour in 1980. In de liveversie neemt Brian May de achtergrondzang voor zijn rekening, terwijl Freddie Mercury piano speelt (beiden waren absent in de studioversie).